# Grimstad
Grimstad is een gemeente in de Noorse provincie Agder. De gemeente telde 22.692 inwoners in januari 2017. De gemeente ligt aan het Skagerak, en grenst aan Arendal in het oosten, Froland en Birkenes in het noorden en Lillesand in het zuidwesten. Grimstad kreeg in 1816 stadsrecht. In 1971 werden de voormalige gemeentes Landvik en Fjære bij Grimstad gevoegd.
De stad Grimstad, met 10.133 inwoners (2007), is bekend door zijn scherenkust en het openluchttheater in Fjæreheia, een voormalige steengroeve, met meer dan 1000 zitplaatsen. De Universiteit van Agder heeft in Grimstad zijn tweede vestiging.

## Geschiedenis
Grimstad werd voor het eerst in de 16e eeuw als havenstad vermeld. Christiaan II van Denemarken, die in 1521 afgezet werd als koning van Denemarken, naar Lier vluchtte maar in 1531 keerde hij terug om alsnog zijn koningschap op te eisen. Zijn vloot werd echter goeddeels vernield en hij zocht een onderkomen in Grimstad. In 1532 gaf hij zich over aan de toenmalige koning, Frederik I van Denemarken, die hem echter tot zijn dood gevangen zette.
In 1622 werd Grimstad een erkende haven. In 1816 werd het ook een marktplaats.

## Bezienswaardigheden
- Zeevaartmuseum
- Stadsmuseum
- Noors tuinbouwmuseum
- Agder Teater, een openluchttheater in een verlaten steengroeve
- Vuurtoren van Homborsund

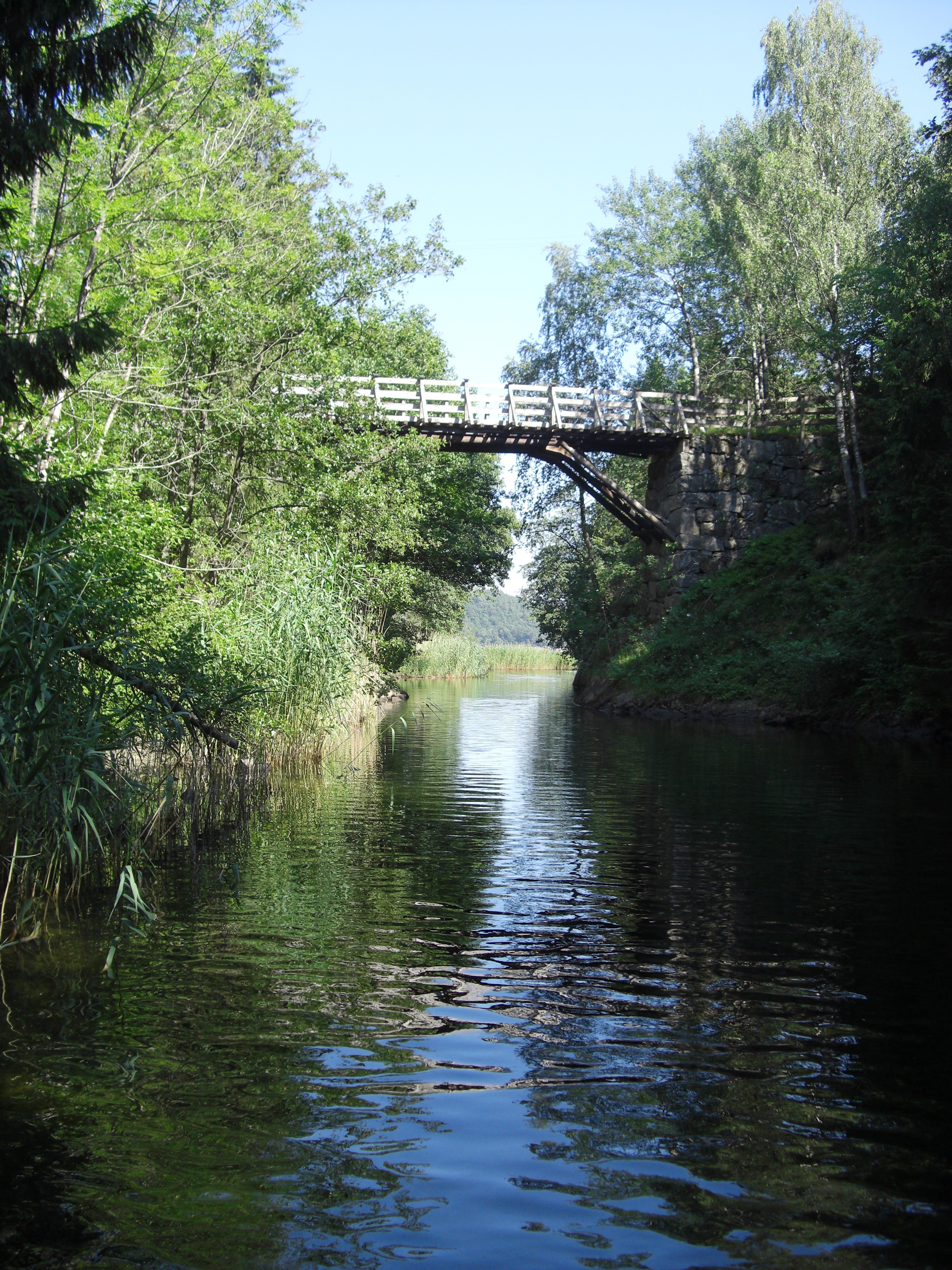
Reddal kanaal
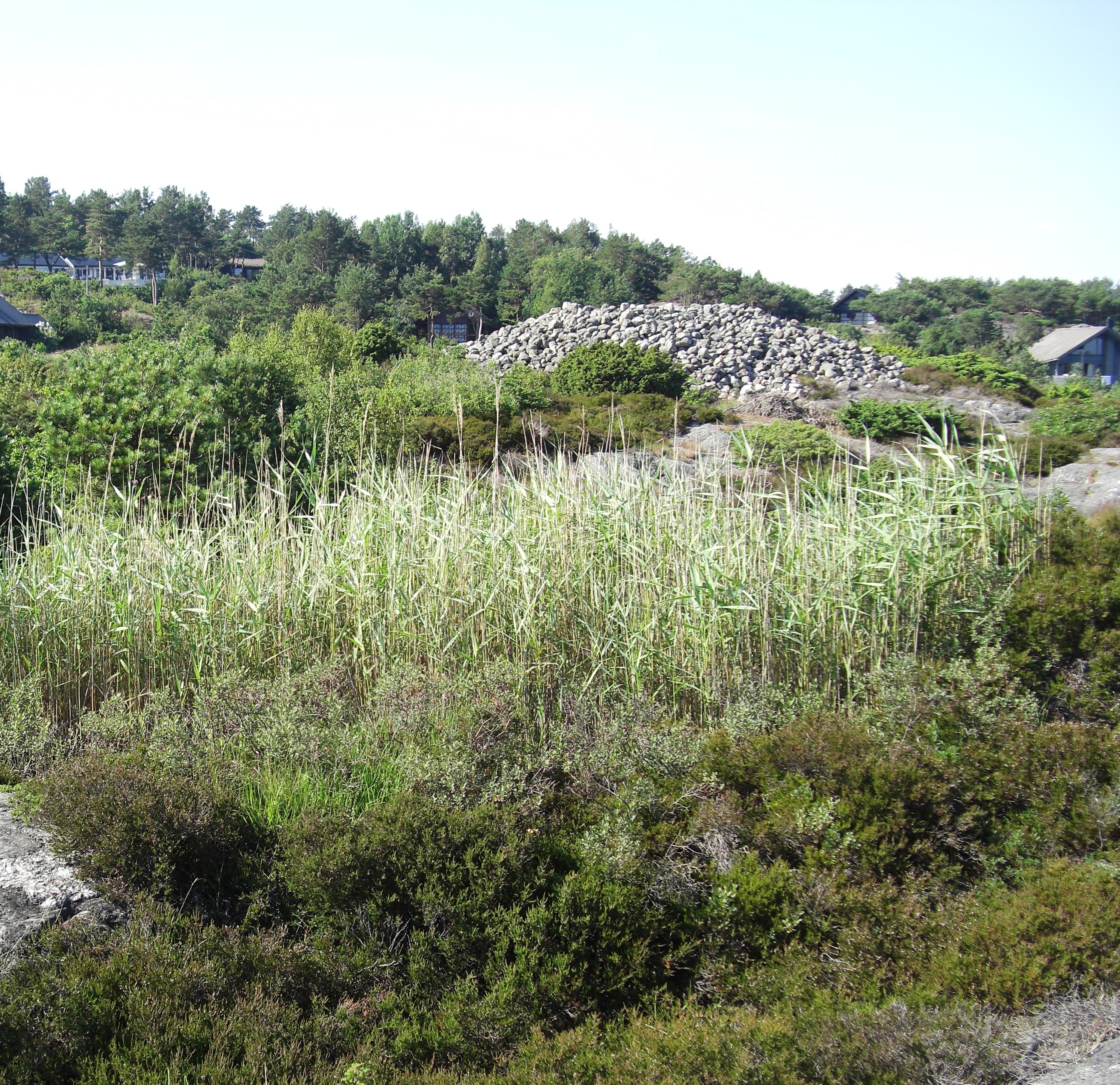
Cairn uit de bronstijd
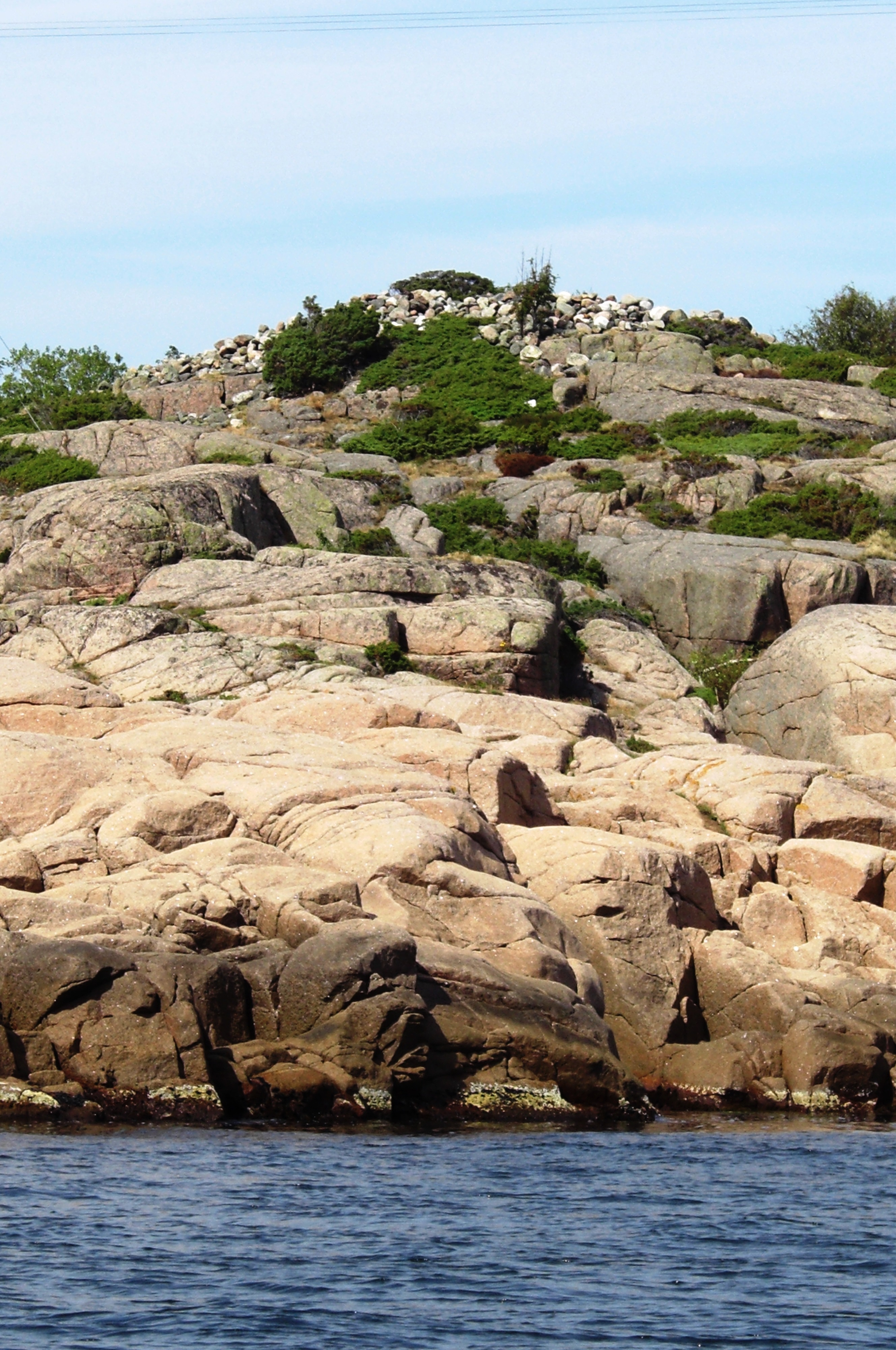
Cairn van Vanholmen
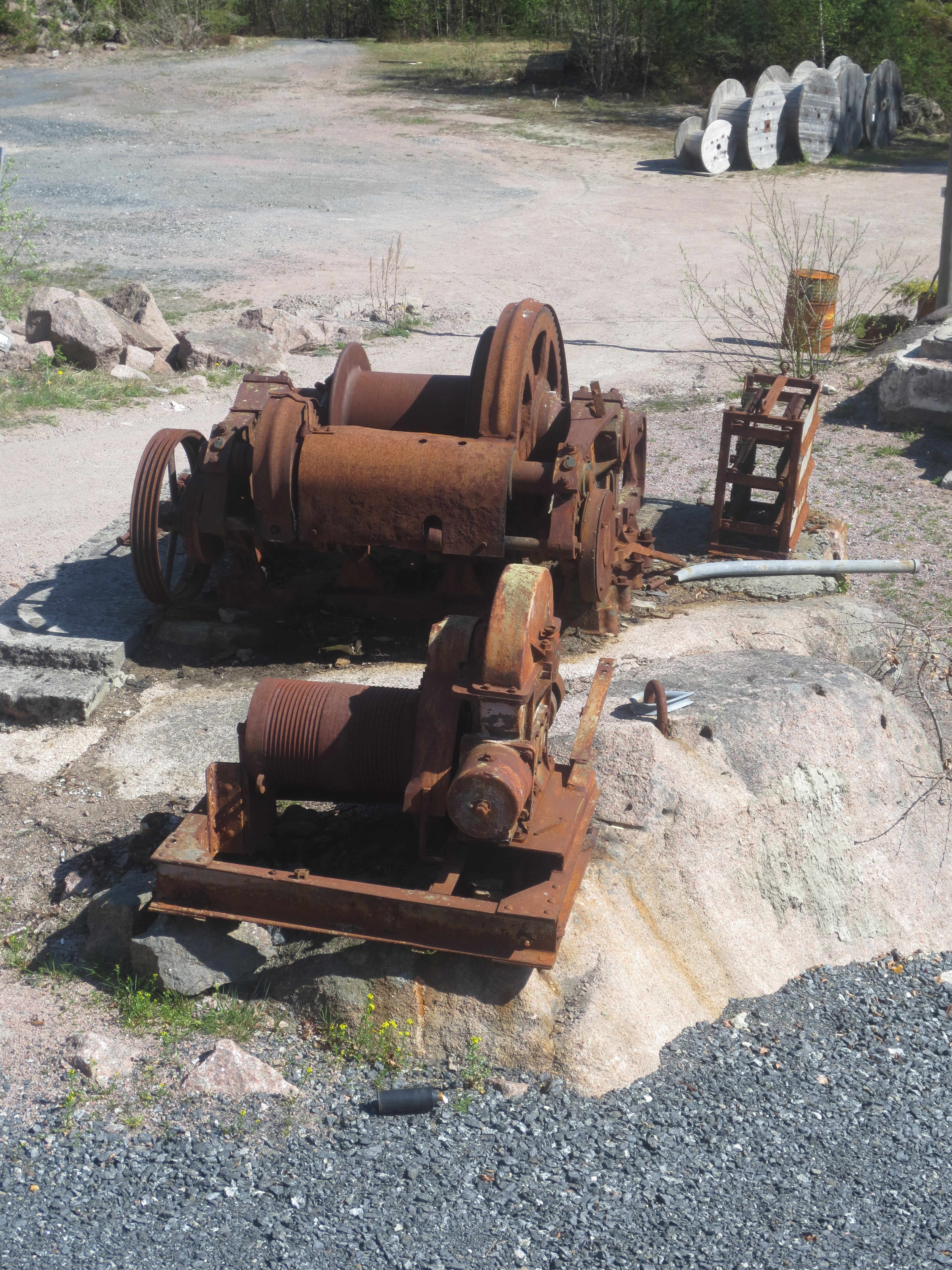
Oude groeve voor rood graniet
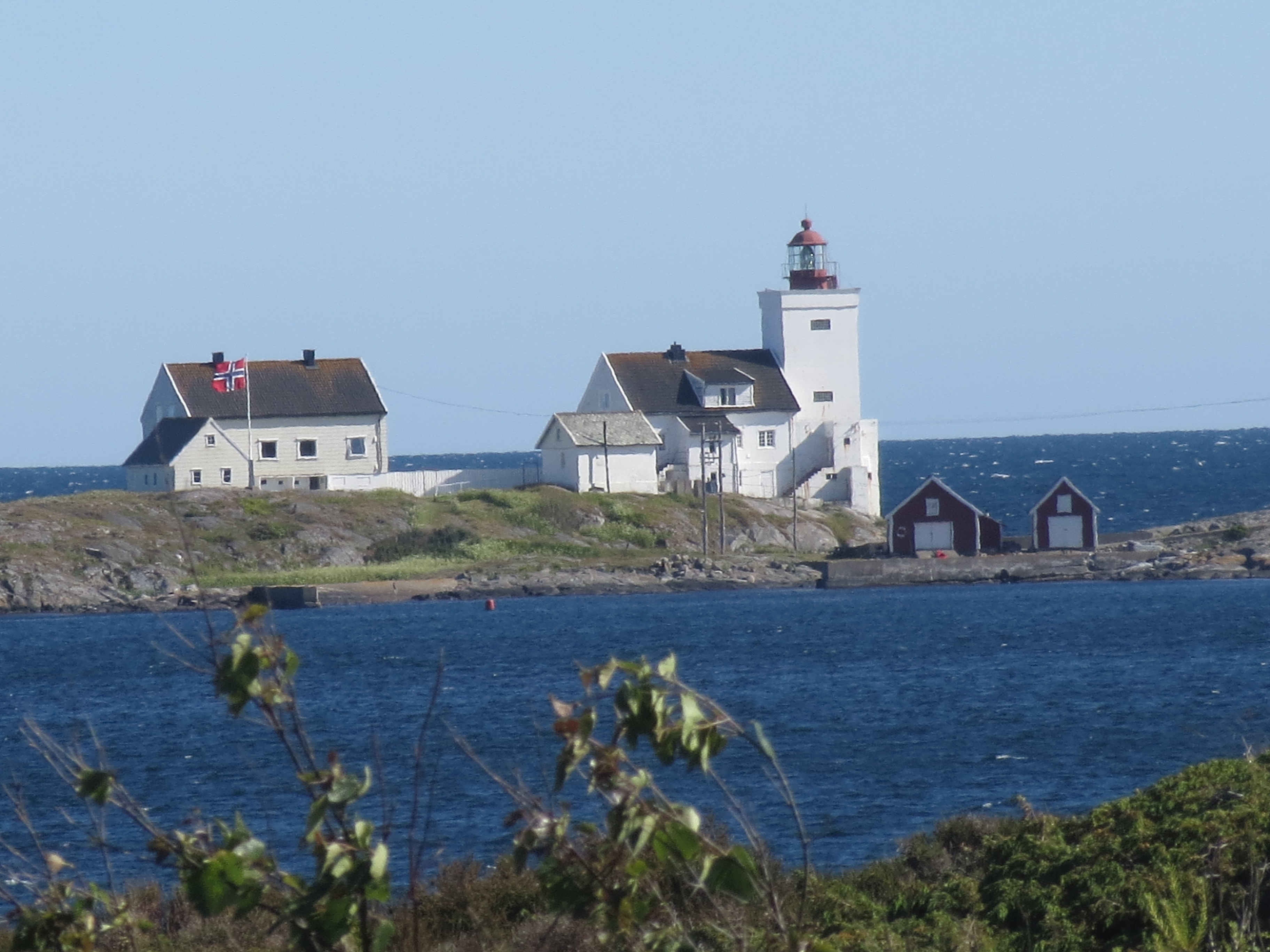
Vuurtoren van Homborsund

Grimstad heeft de een na grootste houten kerk van Noorwegen. De kerk ligt op een heuvel genoemd Kirkehea ofwel de kerkheuvel met uitzicht over de omgeving. De kerk is gebouwd in 1881 door Henrik Trapp-Meyer. De kerk telt 1150 zitplaatsen en is daarmee de een na grootste houten kerk van Noorwegen. Op de heuvel staan ook twee grote kanonnen. Deze werden gebruikt om te waarschuwen bij een stadsbrand, om manschappen te organiseren en de bewoners in te lichten.

## Plaatsen in de gemeente
- Fevik
- Grimstad
- Jortveit

## Sport
De plaatselijke voetbalclub, FK Jerv, speelt in de eerste divisie.

## Geboren in Grimstad
- Dag Otto Lauritzen (1956), wielrenner
- Lars Michaelsen (1969), wielrenner
- Bjørnar Vestøl (1974), wielrenner
- Thor Hushovd (1978), wielrenner
- Kjetil Mørland (1980), artiest

## Externe link

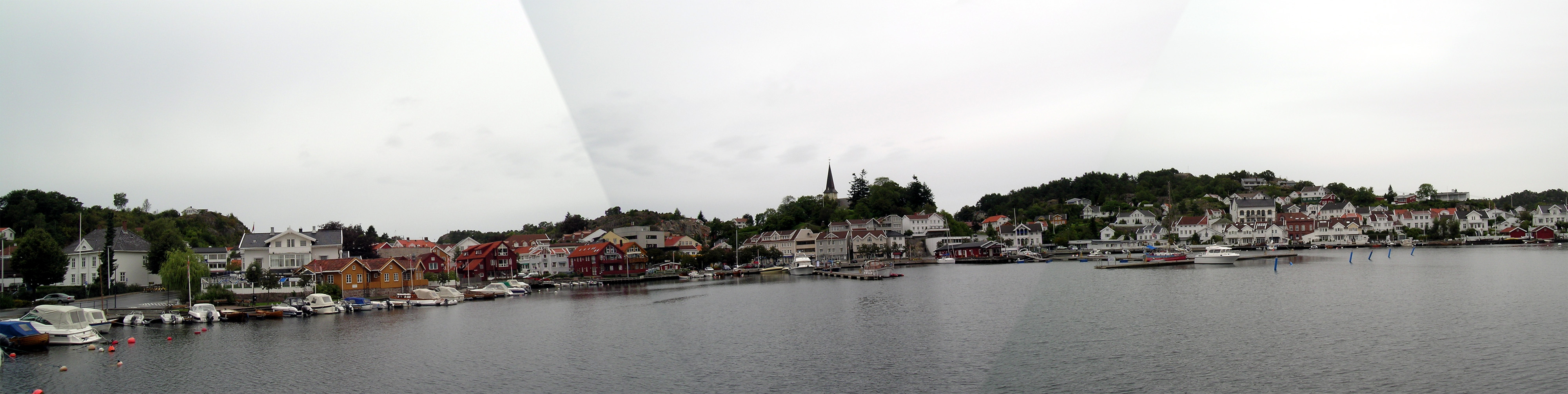
Panorama haven van Grimstad